# Alberto Korda
Alberto Díaz Gutiérrez, conhecido como Alberto Korda, (Havana, 14 de setembro de 1928 — Paris, 25 de maio de 2001) foi um fotógrafo cubano que se tornou mundialmente conhecido por Guerrillero Heroico, retrato que fez de Che Guevara durante o cortejo fúnebre dos mortos no ataque terrorista ao navio La Coubre, em 5 de março de 1960.

## Biografia
Korda começou a fotografar oferecendo seus serviços em festa de batismo, casamentos e festas. Tempos depois, abriu um estúdio em Havana onde passou a se dedicar à fotografia publicitária e de moda. Declarou que se dedicou a tal trabalho apenas para conhecer mulheres bonitas. Sua segunda mulher foi, de fato, uma modelo.
Certo dia, Korda viu uma menina cubana fazendo uma saia improvisada de papel para vestir uma boneca; percebeu que a boneca era apenas um pedaço de madeira e, sensibilizado, resolveu unir-se ao ideal revolucionário que prometia acabar com aquele tipo de injustiça social. Assim sendo, se tornou fotógrafo oficial de Fidel Castro após a revolução cubana.
Sua fama aconteceu quase por acaso. A fotografia quase acidental de Che Guevara tornou-se uma das fotos mais reproduzidas de todos os tempos. Korda fez uma tomada vertical e outra horizontal. As duas fotos não ficaram tão famosas imediatamente. Foi preciso que um italiano de nome Giangiacomo Feltrinelli recortasse as laterais da tomada horizontal e espalhasse pôsteres de Che Guevara após sua morte nas selvas bolivianas em 1967. A partir daí, a imagem correu mundo e tem sido fonte de inspiração para muitos artistas. Alberto Korda nunca recebeu qualquer tipo de remuneração pelas fotos e nunca empenhou-se em receber. Dizia que sua intenção ao não fazê-lo era espalhar os ideais revolucionários da luta de Guevara.

## Guerrilheiro Heroico

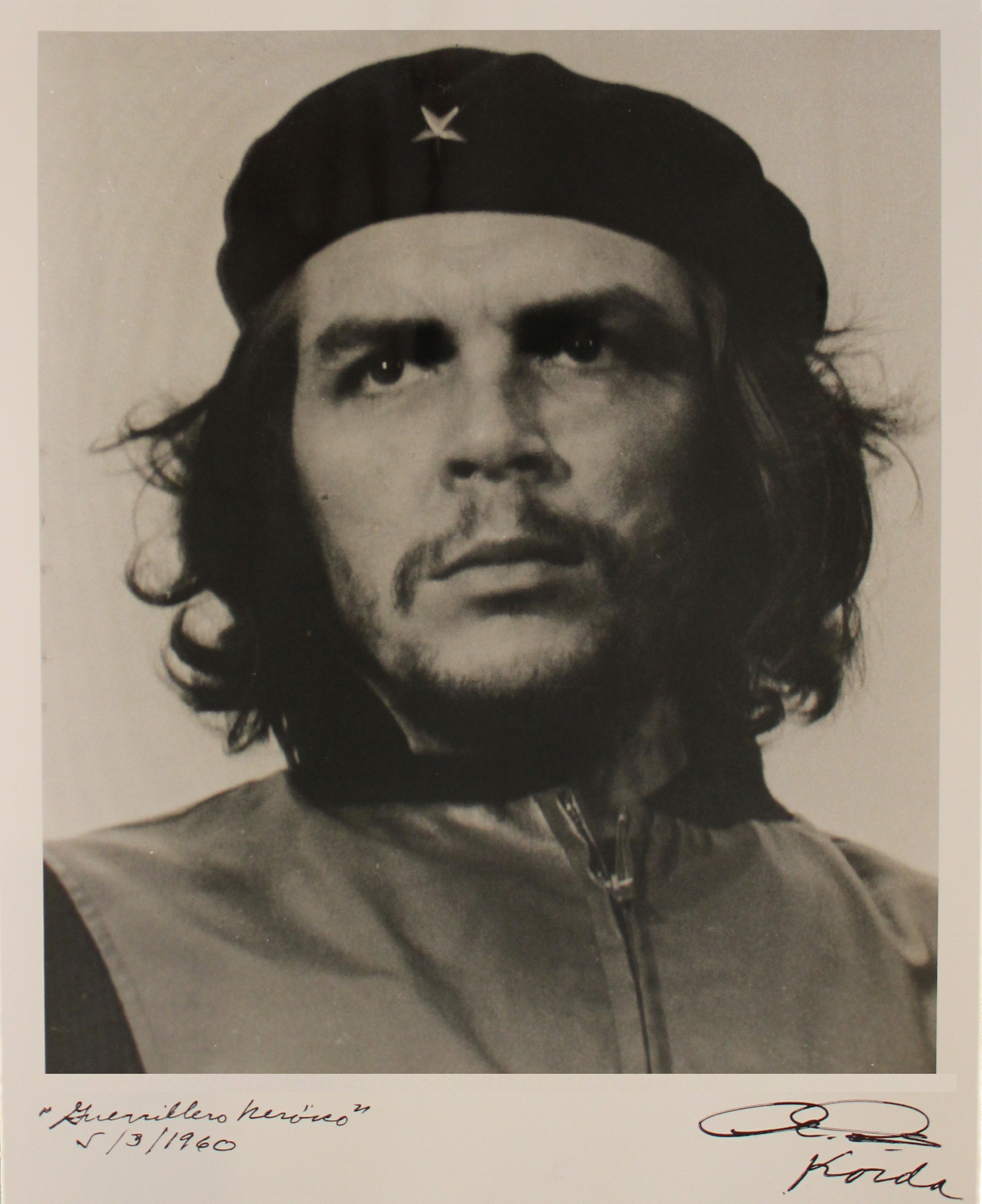
Guerrillero Heroico, 1960

A cena imortalizada em Guerrillero Heroico percorreu no dia 5 de março de 1960. Korda fotografava para o jornal cubano Revolución. Ao lado de várias autoridades cubanas, numa tribuna, Guevara participava de um memorial às vítimas de uma explosão de barco que matara 136 pessoas. Foram apenas 45 segundos para o fotógrafo perceber que tinha imortalizado uma bela expressão. Jamais preveria, no entanto, que se transformaria no autor do mais forte ícone dos movimentos de esquerda de todo o mundo. A imagem só se popularizou porque um artista plástico irlandês, Jim Fitzpatrick, criou uma estampa em monotipia baseada na foto e colocou-a em domínio público (no que hoje se chamaria de copyleft).

## Livros publicados
- Livro oficial da visita do Papa a Cuba, publicado na Itália.
- Korda na casa dos setenta, 1998.
- Alberto Korda, de 1999, publicado na Noruega.
- Momenti della storia, 1988, publicado na Itália.
- Fidel, Barbudos (com Corrales y Salas), 1996.
- Fotografia de Cuba dos anos 60, (1988).
- Canto a la Realidad, fotografia latino-americana (1860-1993), editora Lunwerg, da Espanha, 1993.
- Cuba: 100 anos de fotografia, editorial Mestizo, Espanha, 1998.